# Рибаричі
45°13′ пн. ш. 15°14′ сх. д. / 45.21° пн. ш. 15.23° сх. д.
Рибаричі (хорв. Ribarići) — населений пункт у Хорватії, в Карловацькій жупанії у складі міста Огулин.

## Населення
Населення за даними перепису 2011 року становило 337 осіб.
Динаміка чисельності населення поселення: